# Dimityr Todorow
Dimityr Todorow (ur. 15 września 1957 roku w Sewliewie) – bułgarski piłkarz oraz trener piłkarski.

## Kariera piłkarska i szkoleniowa
Piłkarską karierę zaczynał w juniorskim zespole Widimy-Rakowski Sewliewo, jednak nigdy nie zdołał awansować do drużyny seniorskiej. W czasie dorosłej kariery związał się ze Spartakiem Plewen, w którego barwach występował przez dwanaście lat. Największe osiągnięcie z tego okresu do awans do finału Pucharu Bułgarii w 1987 roku.
Za to pracę szkoleniową rozpoczął i - jak do tej pory - kontynuuje wyłącznie w Widimie. Początkowo przez cztery lata był asystentem, m.in. Płamena Markowa, późniejszego selekcjonera reprezentacji Bułgarii. Samodzielnie prowadził Widimę dwukrotnie; za pierwszym razem w sezonie 2002–2003 wprowadził ją do ekstraklasy, a następnie utrzymał na trzynastym miejscu, jednak już po dwu latach klub ponownie spadł do II ligi.
Po raz drugi Todorow jest trenerem Widimy od 2009 roku. W sezonie 2009–2010 znów awansował z nią do pierwszej ligi. Na koniec następnego, 2010–2011, zajął z nią czternaste miejsce, co oznaczało konieczność walki o utrzymanie w barażach. Tu Widima przegrała 0:3 z Czernomorcem Pomorie, przez co Todorow zaliczył - drugi w karierze - spadek tego klubu do II ligi. Niedługo po porażce z Czernomorcem został więc zastąpiony przez Kostadina Angełowa.

## Sukcesy szkoleniowe
- awans do ekstraklasy w sezonach 2002–2003 i 2009–2010 z Widimą-Rakowski Sewliewo